# Villa Huidobro
Villa Huidobro es el pueblo cabecera del departamento General Roca, provincia de Córdoba, Argentina. Según recientes cálculos de investigadores en publicaciones de matemática, sería la población que merece llamarse centro geográfico de la Argentina. Está ubicada a 430 km al sur de la Ciudad de Córdoba, a 218 km de la Ciudad de Río Cuarto y a 18 km al norte del límite con la provincia de La Pampa. 
Villa Huidobro es también conocido como Cañada Verde, nombre de la estación de trenes. Este nombre data desde 1890 aproximadamente, ya que en el lugar donde hoy se rige la localidad existía la estancia homónima. La población se formó a partir de la llegada de inmigrantes provenientes fundamentalmente de España e Italia que se instalaron en la estancia formando una primera aldea.
La llegada al sur de la provincia de Córdoba sólo existían 2 localidades: una Pincén, y la otra Cañada Verde, la estación del FFCC toma el nombre de Cañada Verde, este ramal dejó de funcionar en los años 1990 debido a las privatizaciones que sufrió este medio de transporte en la República Argentina.
El nombre de Villa Huidobro fue tomado en 1907, por un decreto del en ese entonces gobernador provincial, en homenaje a los militares de la frontera con los indígenas Ranqueles. En este caso, se trata de José Ruiz Huidobro, quien comandó la columna del centro, durante la campaña al desierto de 1833. Huidobro derrotó a las fuerzas del cacique Yanquetruz en las cercanías de la ciudad, en la batalla de Las Acollaradas el 16 de marzo de 1833.
La primera forma de gobierno la tuvo en 1902, mediante la Sociedad de Fomento, años más tarde se creó el municipio de Villa Huidobro y se la declaró Cabecera del Departamento General Roca en el año 1907 por su importancia a nivel regional y provincial.
Sede de la Fiesta Provincial del Trigo. Fiesta creada en 1958, en homenaje a los hombres de campo que han forjado el desarrollo zonal, esta fiesta popular anualmente congrega a las reinas nacionales, provinciales y zonales, y a los miles de personas en la estación Cañada Verde.

## Historia
Villa Huidobro (por entonces denominada Cañada Verde) fue la primera localidad de Argentina y América Latina en tener un intendente comunista. Se llamó José Olmedo, era albañil, obrero rural y también fue secretario general del sindicato de oficios de esa localidad. Inició su gobierno en 1928 pero duró poco porque falleció de un síncope cardíaco.
El 19 de junio del año 2011, el peronismo de Villa Huidobro encabezado por Silvio Adrián Quiroga como candidato a intendente municipal, le ganaba las elecciones por 36 votos al radicalismo, en aquel entonces, el candidato de la UCR fue Víctor Abel Lino. Después de dieciséis años en los que gobernó el radicalismo con Jorge Raúl Iriart como intendente, el Dr. Silvio Quiroga con un gran trabajo de militancia ganaba las elecciones.
El 5 de julio del año 2015, vendría el segundo triunfo consecutivo del peronismo, esta vez el que caía derrotado en manos de Quiroga era Jorge Raúl Iriart por una diferencia de 54 votos.
El 14 de abril del año 2019, una vez más Silvio le haría conocer la derrota al radicalismo, esta vez la que perdió las elecciones fue la candidata Miria Sonia Beals por una diferencia de 283 votos.
El 25 de junio del año 2023, luego de una nueva jornada electoral, se definió al sucesor de Silvio Quiroga como intendente, quien estuvo en el cargo durante doce años, y el mandato recaerá en su hermano Enzo Fernando Quiroga (HUxC), quien ganó la elección sobre la candidata de Juntos por el Cambio (JxC) Miria Beals por unos 198 votos de diferencia.

## Economía
Está ligada a la producción agropecuaria: cría de ganado invernada, y los principales cultivos son el trigo, el maíz, el girasol y desde hace casi una década la soja y el maní, este último utilizado fundamentalmente para forraje (alimento) de ganado.
Como se ha hecho referencia el fenómeno soja desencadenado en Argentina desde finales de 1990, no ha sido ajeno a esta región de la Pampa seca, pero este análisis merece un capítulo aparte ya que este cultivo está ganando espacio al ganadero como así también ha desplazado al resto de los cultivos por lo cual la falta de rotación de los mismos, la siembra directa como modo de labranza, y el continuo vertido de insecticidas, plaguicidas y fertilizantes contribuyen a la paulatina contaminación de suelos y napas freáticas y por otro lado al constante deterioro de suelos que sumado a la deforestación de bosques nativos trae como consecuencia problemas de desertización.

## Población
Según los datos oficiales del último CENSO argentino realizado en el año 2022, Villa Huidobro cuenta con una población de 6.334, lo que representó un incremento de 676 habitantes más que el CENSO del año 2010 (5.658). 
| Gráfica de evolución demográfica de Villa Huidobro entre 1991 y 2022 |
|                                                                      |
| Fuente: Censos nacionales del INDEC                                  |

Villa Huidobro se posiciona como la localidad de mayor crecimiento poblacional en el Departamento General Roca. 
Las políticas habitacionales han permitido con programas municipales y otros articulados con el Gobierno de Córdoba, paliar el déficit habitacional con la construcción de más de 100 viviendas en los últimos casi 13 años.
La contención y asistencia social son ejes fundamentales para un pueblo que crece. Los servicios con los que actualmente cuenta la localidad, permiten a los vecinos una mejor calidad de vida. Estas cuestiones son las que indudablemente han permitido el crecimiento y la transformación de Villa Huidobro.

## Fiesta Provincial del Trigo
En octubre de 1959 en Villa Huidobro se encuentran a compartir una mesa en un bar tres amigos; Segundo Humberto Mendoza (párroco), Hilarión Mónaco (boticario) y Eduardo Lalo Frasinelli (cantor), los cuales ven rastros cansados de los trabajadores jornaleros sentados en un carro repleto de trigo, ese día, aquellos hombres fueron su inspiración para homenajear al hombre de campo.
La primera Comisión de la Fiesta del Trigo tuvo los siguientes integrantes: Humberto Mendoza (presidente), Juan Durand (vicepresidente), Domingo Eula (secretario) Arnaldo Gómez (prosecretario), Guillermo Ospitaleche (tesorero), Segundo Hilarión Moyano (protesorero) y Luis Brusatti, Luis Gonzaga Giraudo, Pedro Aragno y Alfredo Forastelli (vocales).
Durante dos meses de trabajo se organizaron las actividades para la "semana del trigo". Se consiguieron donaciones para solventar los gastos y la municipalidad apoyó la fiesta decretando (decreto N.º 6 del 30/01/60) el cierre de todos los negocios locales una hora antes de los festejos. Dichos festejos comenzaron el 1 de febrero de 1960 con la bendición del cura párroco en la plaza 25 de mayo. Durante ese mismo año, el salón actual del Fútbol Club Villa Huidobro (ubicado en frente de la plaza 25 de mayo) fue elegido como la sede del baile de coronación para el día 7 de febrero de 1960, la pista era circular, con piso de baldosas en color bordó y blanco. La imagen de María Auxiliadora, Patrona del Agro Argentino fue llevada en procesión para dar apertura al festejo. La semana del trigo fue organizada para que niños, cantores, deportistas, aficionadas de la jineteada, junto a todo el pueblo se divirtiera. Se realizaron variedad de deportes, campeonatos de fútbol realizados en el Club Deportivo Juventud Unida, básquet y pelota paleta (realizado en el Sporting Club). La avenida Manuel Espinosa (aún sin pavimento) tuvo el honor de ver pasar el desfile. El señor Abel Medero realizó la apertura por más de veinte años a caballo. El palco de las autoridades se ubicó en la intersección de avenida Espinosa y las calles Quintana e Irigoyen. Estaban presentes el intendente H. Calise, las autoridades locales, el vicegobernador de la Provincia de Córdoba, Ángel Reale y el senador nacional, Francisco Melani. Las representantes fueron de varias localidades del departamento General Roca: Gladis Cuchana Colombi representó a Villa Huidobro, postulantes de Huinca Renancó, y Villa Valeria; la coronación fue para María Leonor Alarcia como la Primera Reina del Trigo en Villa Huidobro.

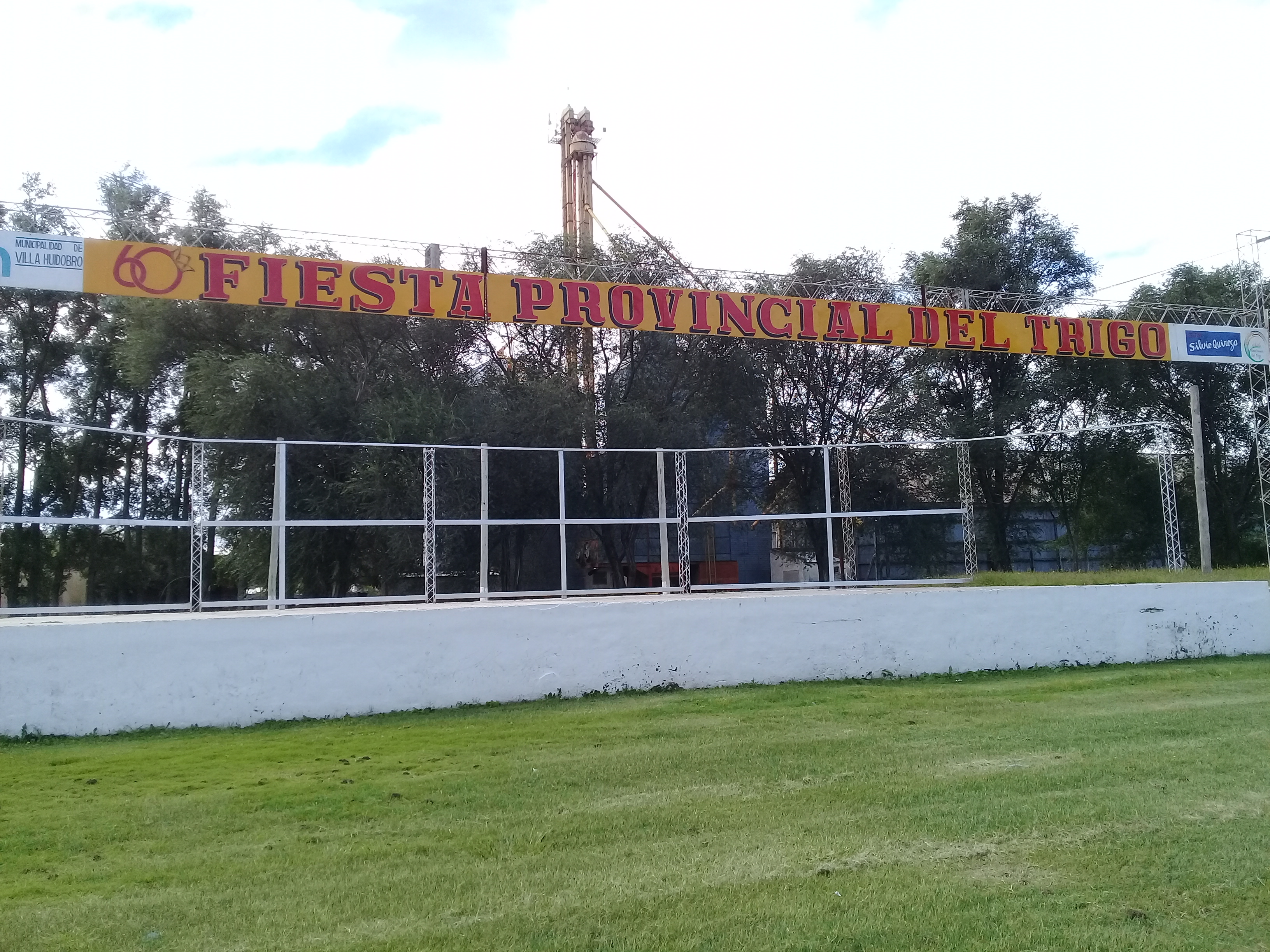
Escenario “Roberto Oscar Berola”, construido en predio del ferrocarril, inaugurado para la 54° Fiesta Provincial del Trigo.

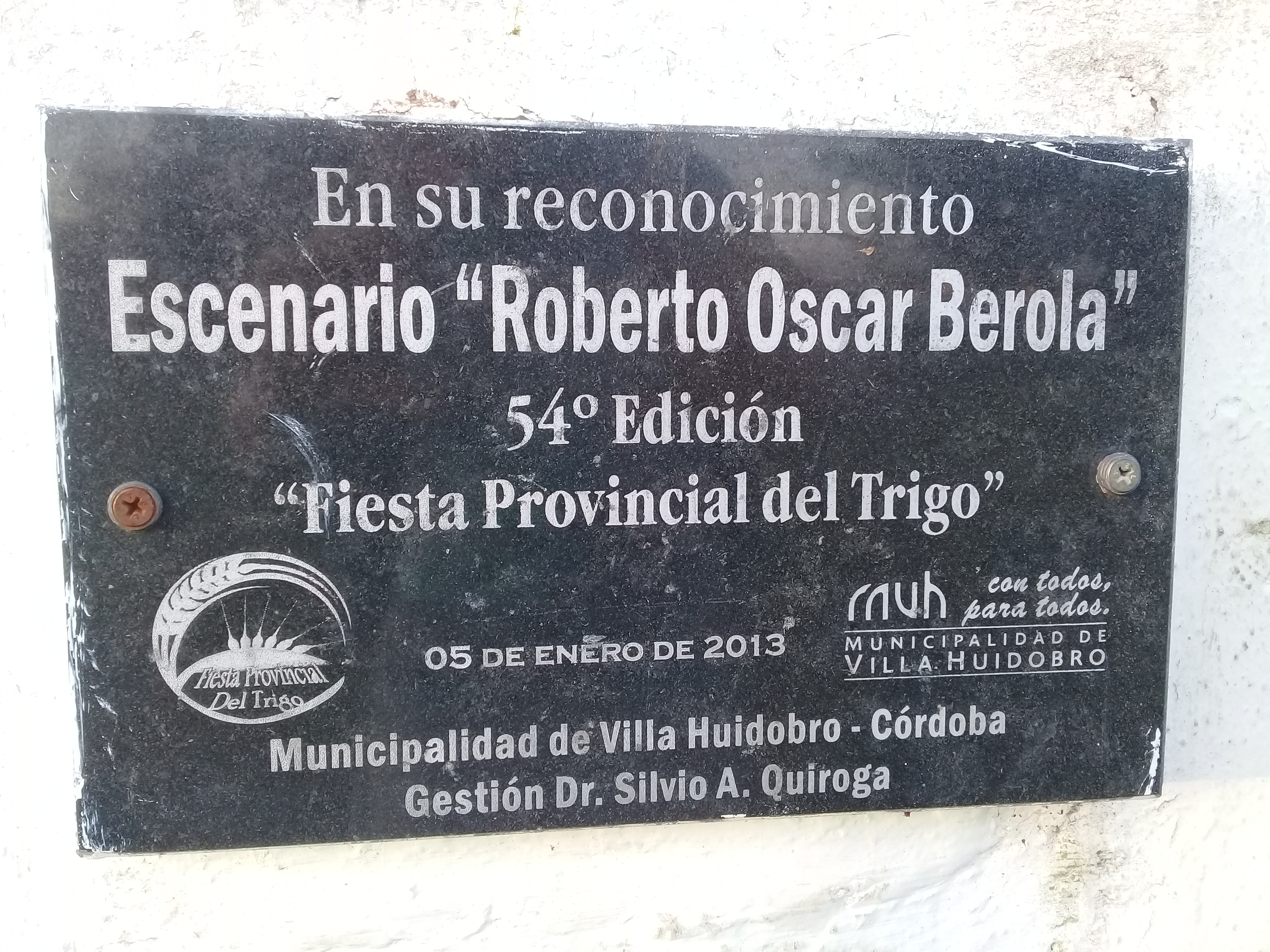
Placa recordatoria de la inauguración ubicada en el escenario "Roberto Oscar Berola".

El 5 de enero del año 2013 se inaugura el escenario “Roberto Oscar Berola”, construido sobre la base de un antiguo galpón del ferrocarril el cual se incendió. Con su nombre se rinde homenaje a un reconocido locutor local que durante tres décadas colaboró con la realización de la fiesta. A partir de la 54° Fiesta Provincial del Trigo, este espacio escénico es el lugar central de los shows artísticos.

## El Caldén

### Desmonte ilegal "Establecimiento “El Cuero”
La Agencia Córdoba Ambiente informa a través del Área de Control sobre las actuaciones que se vienen realizando por desmonte ilegal en el establecimiento El Cuero, en cercanías de Villa Huidobro. El[7 de julio de 2005, inspectores de la Agencia inspeccionaron el campo "El Cuero": se labró un acta por desmonte de aproximadamente 800 ha de renoval de caldén. A causa de que los infractores huyeron con la topadora hacia la provincia de La Pampa, los inspectores de Ambiente junto a la Policía de la Provincia debieron realizar una persecución hasta lograr finalmente secuestrar la máquina y arrestar al maquinista y al dueño de la empresa dedicada al desmonte. La detención se logró con la colaboración de la justicia de La Pampa y Córdoba. El 18 de julio de 2005, Mario Escurra, dueño de "El Cuero", compareció en la Agencia y solicitó copias de las actuaciones y manifestó que el desmonte se había realizado con anterioridad a la compra del establecimiento por parte de ellos. Posteriormente, se realiza el pase del expediente al Área de Bosque Nativo. En trámite ésta evaluación, el 7 de octubre de 2005, los inspectores de la Agencia constatan más desmonte, se procede a labrar una nueva acta y se secuestra una máquina topadora por estar realizando movimientos de productos forestales. En esta oportunidad se estiman 80 ha desmontadas. Al igual que en procedimiento anterior el maquinista queda detenido por resistencia a la autoridad. Luego de este procedimiento, el Área de Control realizó un informe según lo que establece la Ley 9219 y en base al desmonte, se establece una multa de 2 millones de pesos.

## Parroquia Natividad de María
Iglesia católica cuya creación canónica fue el 14 de agosto de 1909, mediante decreto Episcopal de Córdoba, emitido por el Señor Obispo Fray Zenón Bustos.
Este es el logro de sucesivas peticiones al Arzobispado de Córdoba, que comienzan en el año 1904, planteando una necesidad de atención pastoral, dado que la extensa zona al sur del Río Quinto, con muchas poblaciones, sólo contaba con un Párroco en Laboulaye.
Se conoce de la existencia de una “COMISIÓN DE FOMENTO PARA LA CONSTRUCCIÓN DEL TEMPLO”, presidida por el Sr. Enrique de La Lastra. En el año 1906 dicha comisión recibe un poder del Obispado para comenzar con la construcción del edificio del templo en un terreno donado por el Señor Leslie Wright. 
El 6 de febrero de 1910 el padre Salgueiro fue el primer sacerdote que se hace cargo de esta parroquia de la Natividad de María.
En 1911 se comienza con la obra de edificación, con fondos aportados por Sra. Manuela Villada de Espinoza y la misma finaliza en 1915. Además del templo contaba con una casa parroquial.
| Diócesis  | Villa de la Concepción del Río Cuarto |
| --------- | ------------------------------------- |
| Parroquia | Natividad de María                    |

## Club Deportivo Juventud Unida
El Club Deportivo Juventud Unida (C.D.J.U.), más conocido simplemente como La Juve, es una entidad deportiva fundada el 23 de abril de 1943. Es uno de los clubes más representativos de la Liga Regional de Fútbol General Roca, torneo donde actualmente se desempeña.  
El equipo juega sus partidos como local en el estadio El Monumental con capacidad para aproximadamente 1500 personas, ubicado en barrio sur de la localidad, mientras que su sede social se encuentra en avenida Manuel Espinosa. 
La Juve fue el primer tricampeón de la Liga Regional, donde ha obtenido un total de nueve torneos locales: 1949, 1962, 1963, 1964, 1980, 1982, Clausura 2005, Clausura 2006 y Apertura 2022. Suma además un campeonato provincial obtenido en el año 2007 y un Torneo Interligas en 2019.
Protagoniza el superclásico de la localidad al enfrentar al Fútbol Club Villa Huidobro (F.C.V.H.).
Esta institución se destaca por organizar año a año el Encuentro Nacional de Fútbol Infantil, conocido como E.N.F.I. que reúne futuras promesas de clubes de todo el país dónde han llegado a participar clubes de renombre como   Boca Juniors, Newell's Old Boys de Rosario, Independiente de Avellaneda, Lanús, Defensa y Justicia o Instituto de Córdoba. O también jugadores conocidos como Paulo Dybala en 2005 jugando para  Instituto de Córdoba donde fue subcampeón y nombrado mejor jugador del campeonato,y también Pablo Solari en 2014 con  Deportivo Arizona;allí logró ser campeón y fue reconocido con el premio a mejor jugador del torneo.
Eladio Hernán "Fate" Marengo,Héctor Cayetano Nicola,Ariel "Charo" Grosso,Ana Torres y Héctor "Tati" Repetto, se destaca entre varios nombres como dirigente histórico.

## Fútbol Club Villa Huidobro

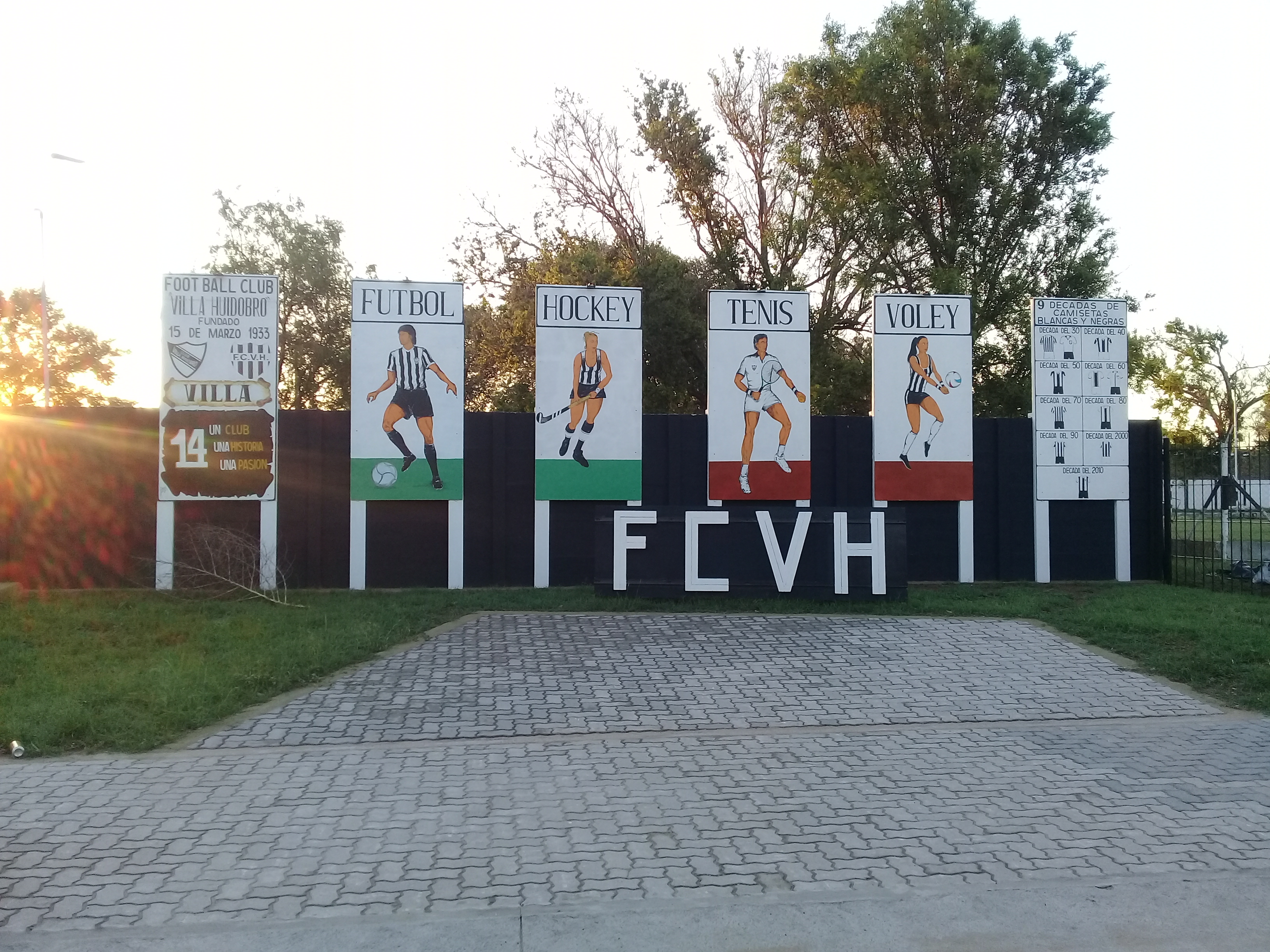
Pórtico de la sede deportiva del Fútbol Club Villa Huidobro, ubicado en barrio norte de la localidad.

El Fútbol Club Villa Huidobro (F.C.V.H.), más conocido simplemente como El Villa, es una entidad deportiva fundada bajo el nombre de Football Club Villa Huidobro el 15 de marzo de 1933. Es una escisión del Sporting Club siendo su primer presidente Mauricio Nicolazi. Actualmente se desempeña en la Liga Regional de Fútbol General Roca siendo uno de los clubes fundadores. 
Ha obtenido un total de cuatro torneos locales: 1976, 1977, 2002 y Apertura 2016. 
Disputa sus partidos en el estadio Barrio Norte, nombre en honor a su ubicación en la zona norte de la localidad, mientras que su sede social se encuentra en avenida Manuel Espinosa frente a la plaza 25 de mayo. El club cuenta con un registro de 2500 socios activos y entre las disciplinas que ofrece se encuentran el fútbol, hockey, tenis, gimnasia artística, vóley,boxeo y distintas disciplinas culturales que ofrece a su gente periódicamente.
Protagoniza el superclásico de la localidad al enfrentar al Club Deportivo Juventud Unida (C.D.J.U.).
Sus colores son blanco y negro, ya que a la hora de determinar el color del club hubo muchas ideas, y definieron que los colores serían los del primer barco que llegara a Buenos Aires al día siguiente y un familiar de un parroquiano local les informó que el barco que acababa de llegar tenía una bandera negra y blanca. Se le daría forma así a la camiseta rayada a bastones verticales albinegros que aún persiste.

## Galería de fotos

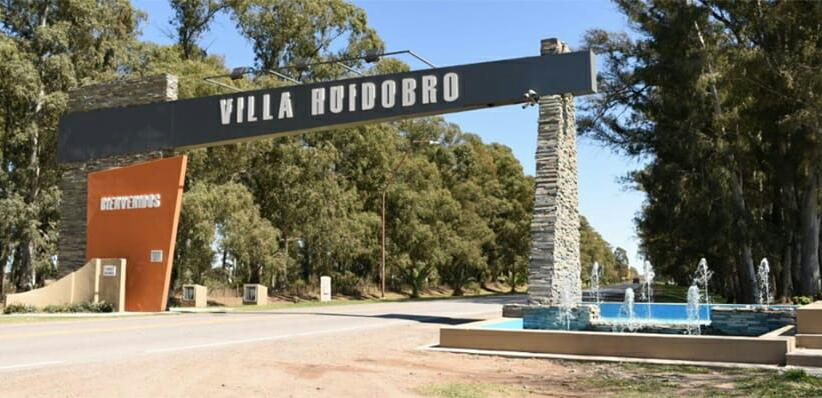
Portico de Villa Huidobro
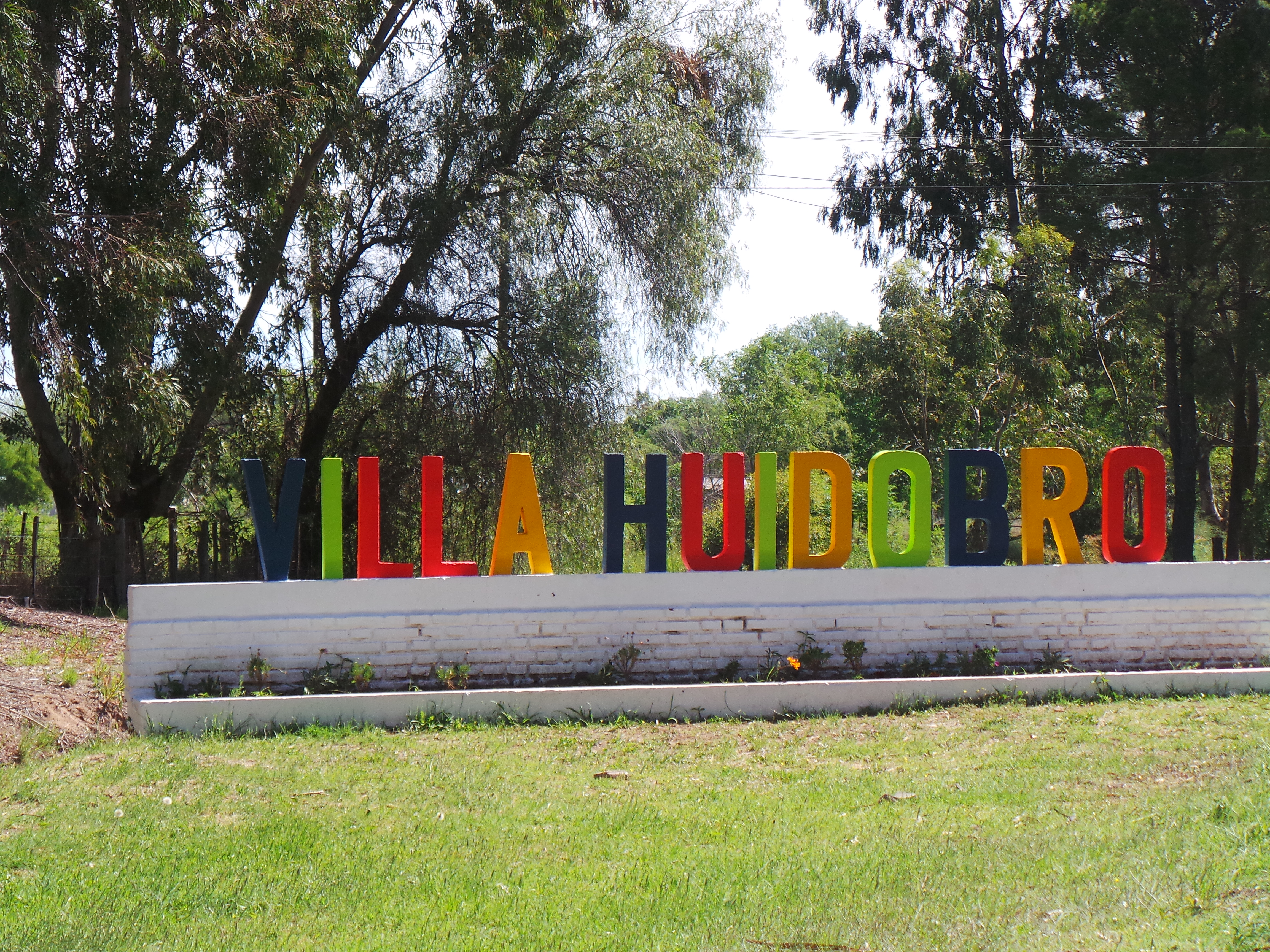
Letrero de ingreso
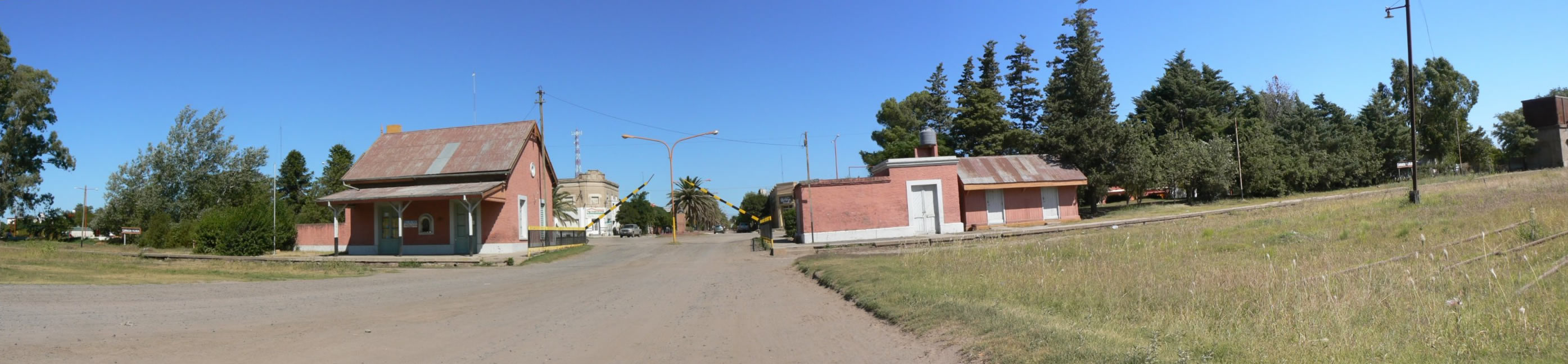
Estación de trenes
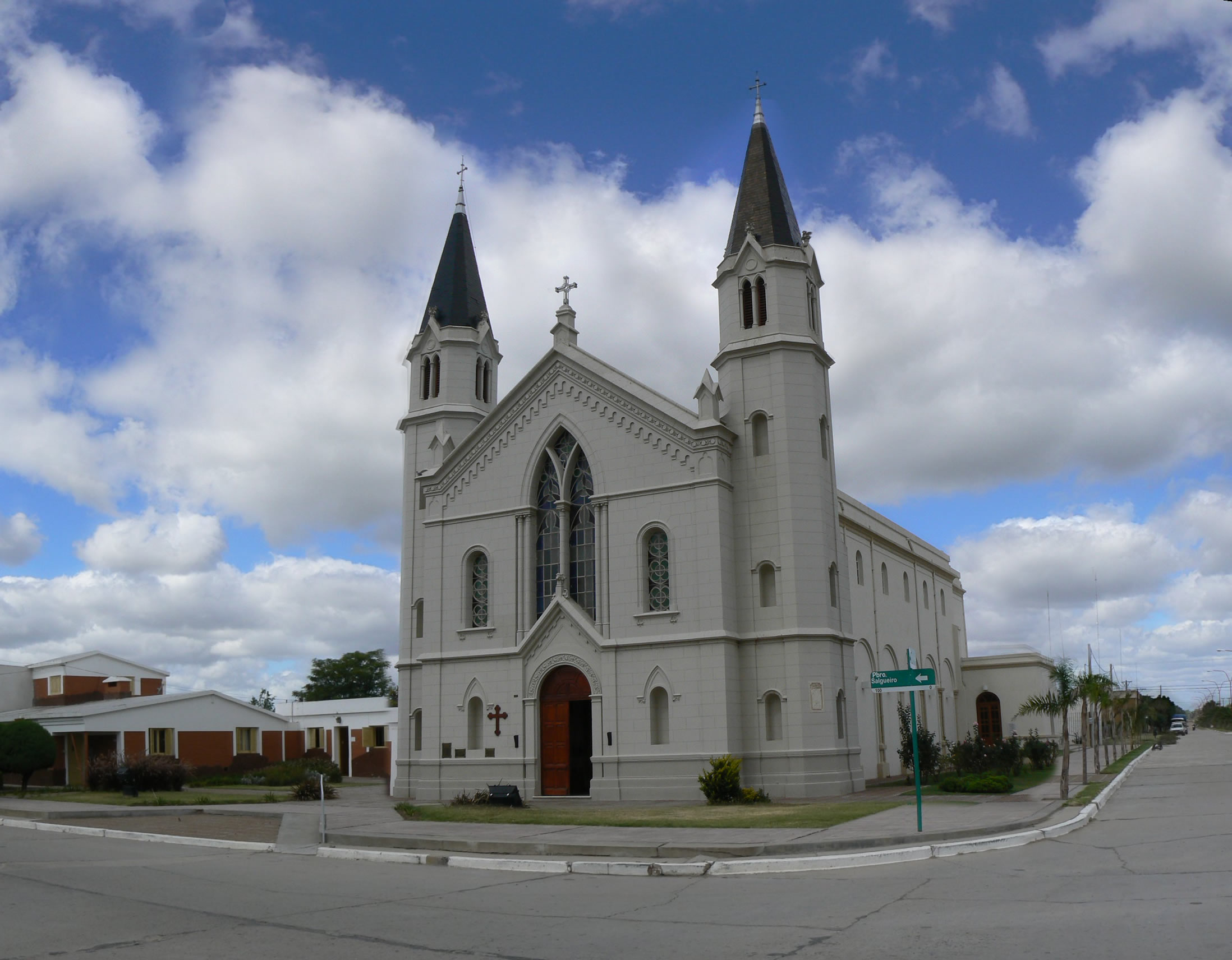
Parroquia Natividad de María